# Alberto Campo Baeza
Alberto Campo Baeza (Valladolid, 15 oktober 1946) is een Spaanse architect. Hij geldt als vertegenwoordiger van het minimalisme in de architectuur. Diverse door hem ontworpen gebouwen werden internationaal onderscheiden.

## Biografische schets
Alberto Campo Baeza werd geboren in Valladolid in Noordwest-Spanje, waar zijn grootvader Emilio Baeza Eguiluz stadsarchitect was. Hij groeide op in Cádiz (Zuid-Spanje), waar hij naar eigen zeggen "het licht zag". Hij studeerde bouwkunde aan de Hogere Technische Architectuurschool van Madrid (Escuela Técnica Superior de Arquitectura de Madrid, afgekort ETSAM), onderdeel van de Polytechnische Universiteit van Madrid (UPM). In 1971 studeerde hij af als architect en in 1982 promoveerde hij aan dezelfde universiteit.
Campo Baeza was als hoogleraar ruim 35 jaar verbonden aan de architectuuropleiding ETSAM in Madrid. In 2012 werd hij uit ruim 3.300 professoren verkozen tot beste hoogleraar aan de UPM. Verder is/was hij gasthoogleraar aan diverse andere opleidingsinstituten, waaronder de Escola Tècnica Superior d'Arquitectura de Barcelona, de ETH Zürich, de École polytechnique fédérale de Lausanne, de Bauhaus-Universiteit Weimar, de École d'Architecture in Doornik, het Illinois Institute of Technology in Chicago, de Universiteit van Pennsylvania in Philadelphia, de Columbia-universiteit in New York, het New York Institute of Technology en de Harvard University Graduate School of Design. Daarnaast geeft/gaf hij over de gehele wereld architectuurlezingen.
Van en over Campo Baeza verschenen tientallen boeken. Belangrijke publicaties van hemzelf waren La idea construida (1996; meer dan 30 uitgaven in verschillende talen), Pensar con las manos (2009), Principia Architectonica (2012) en Poetica Architectonica (2014). Tentoonstellingen betreffende zijn werk zijn wereldwijd te zien geweest in onder andere de Crown Hall van het Illinois Institute of Technology (2003), de Basilica Palladiana in Vicenza (2004), de Hagia Irene in Istanboel (2005), MAXXI in Rome (2011) en de American Academy of Arts and Letters in New York (2013).

## Uitgevoerde projecten (selectie)
- 1988 Casa Turégano, Pozuelo de Alarcón, regio Madrid, Spanje
- 1992 Casa Gaspar, Vejer de la Frontera, Cádiz, Spanje
- 1998 Centro BIT, Inca, Mallorca, Spanje
- 2000 Casa De Blas, Sevilla la Nueva, regio Madrid, Spanje
- 2001 Hoofdkantoor Caja General de Ahorros de Granada, Granada, Spanje
- 2003 Hoofdkantoor Grupo SM, Boadilla del Monte, regio Madrid, Spanje
- 2005 Casa Guerrero, Vejer de la Frontera, Cádiz, Spanje
- 2007 Kinderdagverblijf Benetton Group SA, Treviso, Italië
- 2008 Casa Moliner, Zaragoza, Spanje
- 2008 Olnik Spanu House, Garrison, New York State, VS
- 2009 Entre Catedrales, Cádiz, Spanje
- 2009 Casa Rufo, Toledo, Spanje
- 2010 Museo de la Memoria de Andalucía (Fundación Caja de Granada), Granada, Spanje
- 2012 Administratiegebouw van de autonome regio Castilië en León, Zamora, Spanje
- 2014 Casa del Infinito, Cádiz, Spanje
- 2015 Casa Cala, Madrid, Spanje
- 2016 Sport- en ontmoetingscentrum Universidad Francisco de Vitoria, Pozuelo de Alarcón, regio Madrid, Spanje
- 2016 Casa Sorteo TEC ("Domus Aurea"), Monterrey, Mexico
- 2019 Graftombe "Il cielo in terra", San Donà di Piave, Venetië, Italië

## Prijzen, onderscheidingen en lidmaatschappen
- 2011 European Union Prize for Contemporary Architecture (nominatie)
- 2012 European Union Prize for Contemporary Architecture (nominatie)
- 2013 Heinrich Tessenow-medaille
- 2013 Arnold W. Brunner Memorial Prize (American Academy of Arts and Letters)
- 2014 RIBA International Fellowship
- 2014 Lid Real Academia de Bellas Artes de San Fernando
- 2015 Internationale Architectuurprijs van Spanje (Premio de Arquitectura Española Internacional) – voor een niet uitgevoerde uitbreiding van het Louvre in Parijs (met Raphaël Gabrión)[3]
- 2018 Eredoctoraat Universidad San Pablo CEU, Madrid
- 2019 Gouden Medaille van de Spaanse Architectuur (Medalla de Oro de la Arquitectura Española)
- 2019 Honorary Fellow of the American Institute of Architects
- 2020 Nationale Architectuurprijs (Premio Nacional de Arquitectura)
- 2020 Eredoctoraat Universidade Lusíada de Lisboa, Lissabon
- 2020 Eredoctoraat Universidad Nacional de Rosario (Argentinië)
- 2022 Gouden insigne van het Colegio Oficial de Arquitectos de Madrid
- 2023 Eredoctoraat Università della Svizzera italiana, Lugano
- 2023 ACSF Award for Outstanding Achievement